# Kalvholmen (vid Pernå, Lovisa)
Kalvholmen är en ö i Finland. Den ligger i Finska viken och i kommunen Lovisa i den ekonomiska regionen  Lovisa i landskapet Nyland, i den södra delen av landet. Ön ligger omkring 65 kilometer nordöst om Helsingfors.
Öns area är 82 hektar och dess största längd är 1,4 kilometer i öst-västlig riktning. Ön höjer sig omkring 30 meter över havsytan. I omgivningarna runt Kalvholmen växer i huvudsak blandskog.